# Olfersia alata
Olfersia alata är en träjonväxtart som beskrevs av C.Sánchez och Garcia Caluff. Olfersia alata ingår i släktet Olfersia och familjen Dryopteridaceae. Inga underarter finns listade.